# Carl Friedrich von Gärtner
Karl (ou Carl) Friedrich von Gärtner (Göppingen, 1 de maio de 1772 — Calw, 1 de setembro de 1850) foi um médico e botânico alemão.

## Publicações
- Supplementum carpologicae, seu continuati operis Josephi Gaertner de fructibus et seminibus plantarum voluminis tertii. (Leipzig, 1805-1807).
- Beiträge zur Kenntnis der Befruchtung. Teil 1 (Stuttgart, 1844).
- Versuche und Beobachtungen über die Bastarderzeugung im Pflanzenreiche (Stuttgart, 1849).